# Marcelino Paz Fernández
Marcelino Paz Fernández es un deportista español que compitió en atletismo adaptado. Ganó cuatro medallas en los Juegos Paralímpicos de Verano en los años 1988 y 1992.

## Palmarés internacional
| Juegos Paralímpicos | Juegos Paralímpicos  | Juegos Paralímpicos | Juegos Paralímpicos |
| Año                 | Lugar                | Medalla             | Prueba              |
| ------------------- | -------------------- | ------------------- | ------------------- |
| 1988                | Seúl (Corea del Sur) | Medalla de bronce   | 100 m B2            |
| 1992                | Barcelona (España)   | Medalla de oro      | 100 m B2            |
| 1992                | Barcelona (España)   | Medalla de oro      | 200 m B2            |
| 1992                | Barcelona (España)   | Medalla de oro      | 4 × 100 m B1-B3     |